# Demografía de Maldivas
Las Maldivas comprenden un grupo de alrededor de 1900 islas en el océano Índico. Probablemente sus primeros pobladores procedieron del sur de la India y fueron hablantes indo-europeos de Sri Lanka, durante los siglos IV a. C. y V a. C.
En el siglo XII, llegaron a las islas navegantes desde África del este y países arábigos. En la actualidad, la identidad étinca de las Maldivas es una conjunción de esas culturas, reforzada por la religión y el idioma.
Originariamente budistas, los cingaleses fueron convertidos al sunismo a mediados del siglo XII. El Islam es la religión oficial. 
El idioma oficial es el Dhivehi (la escritura es llamada Thaana), un idioma indo-europeo relacionado con el Cingalés, el idioma oficial de Sri Lanka. El sistema de escritura es de derecha a izquierda. El inglés es ampliamente utilizado para el comercio y de manera creciente, es un medio de enseñanza en las escuelas gubernamentales.
Existen algunas estratificaciones sociales en las islas, pero no es demasiado rígida, ya que la condición es determinada por varios factores, incluyendo la ocupación, riqueza, lazos familiares, etc. Los miembros de la elite social están concentrados en Malé. Esta localidad es la única en la que la población local y los extranjeros interactúan. Los hoteles resorts de Maldivas no se encuentran en islas en donde vive la población nativa, y los contactos entre los dos grupos son desalentados.
Una pequeña población llamada Giravaaru se autoproclaman como los pobladores originales de las Maldivas.
Población:

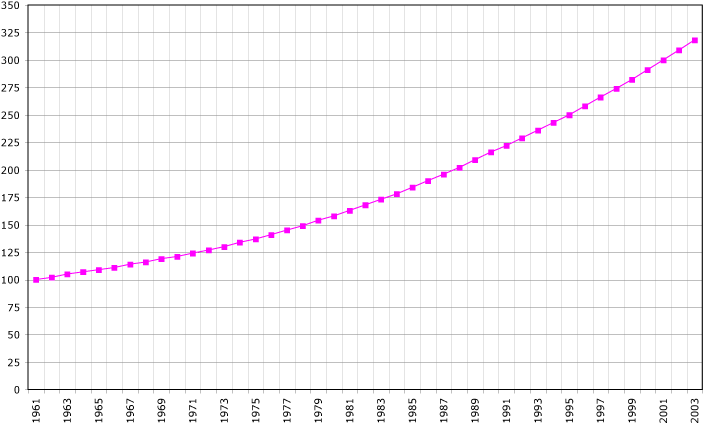
Demografía de Maldivas. Datos de la FAO. año 2005; Número de habitantes en miles.

301.475 habitantes (Estimaciones para julio de 2000)
Estructura etaria:
0-14 años:
46% (hombres 71.273; mujeres 67.323)
15-64 años:
51% (hombres 78.598; mujeres 75.331)
65 años y más:
3% (hombres 4.666; mujeres 4.284) (2000 est.)
Tasa de crecimiento poblacional:
3,06% (2000 est.)
Tasa de natalidad:
38,96 nacimientos/1.000 habitantes (2000 est.)
Tasa de mortalidad:
8,32 muertes/1.000 habitantes (2000 est.)
Tasa neta de migración:
0 migrantes/1.000 habitantes (2000 est.)
Distribución por sexo:
al nacer:
1,05 hombres/mujeres
menores de 15 años:
1,06 hombres/mujeres
15-64 años:
1,04 hombres/mujeres
65 años y más:
1,09 hombres/mujeres
total de la población:
1,05 hombres/mujeres (2000 est.)
Tasa de mortalidad infantil:
65,52 muertes/1.000 nacimientos vivos (2000 est.)
Expectativa de vida al nacer:
total de la población:
62,2 años
hombres:
61,05 años
mujeres:
63,4 años (2000 est.)
Tasa de fertilidad:
5,62 niños nacidos/mujer (2000 est.)
Grupos étnicos:
Indios, cingaleses, árabes.
Religiones:
Sunismo
Idiomas:
Dhivehi (idioma oficial). El inglés es hablado por la mayor parte de los oficiales de gobierno.
Alfabetismo:
Definición:
Personas de 15 años y más que pueden leer y escribir
total de la población:
93,2%
hombres:
93,3%
mujeres:
93% (1995 est.)